# Comedy and Tragedy (film 1909)
Comedy and Tragedy è un cortometraggio muto del 1909 diretto da J. Searle Dawley.

## Produzione
Il film fu prodotto dalla Edison Manufacturing Company.

## Distribuzione
Distribuito dalla Edison Manufacturing Company, il film - un cortometraggio in una bobina - uscì nelle sale cinematografiche degli Stati Uniti il 2 novembre 1909.